# Островное (Мишкинский район)
Островное — село в Мишкинском районе Курганской области России. Административный центр Островнинского сельсовета. Образовано в 1747 году крестьянами Фоминым и Моториным, выходцами из деревни Шаламово.

## География
Село находится на западе Курганской области, в пределах юго-западной части Западно-Сибирской равнины, в лесостепной зоне, на северном берегу озера Островянского, на расстоянии примерно 3 километров (по прямой) к западу от Мишкина, административного центра района. Абсолютная высота — 150 метров над уровнем моря.

### Климат
Климат характеризуется как континентальный, с холодной продолжительной малоснежной зимой и тёплым сухим летом. Среднегодовая температура — 2,1 °C. Средняя максимальная температура воздуха самого тёплого месяца 23 — 26 °C. Безморозный период длится 115—119 дней. Годовое количество атмосферных осадков — 370—380 мм.

## История
До 1917 года входило в состав Мишкинской волости Челябинского уезда Оренбургской губернии. По данным на 1926 год состояло из 202 хозяйств. В административном отношении являлось центром Островлянского сельсовета Мишкинского района Челябинского округа Уральской области.

## Население
| 1989 | 2002 | 2010 |
| ---- | ---- | ---- |
| 205  | ↘182 | ↘126 |

По данным переписи 1926 года в селе проживало 991 человек (464 мужчины и 527 женщин), в том числе: русские составляли 100 % населения.

### Гендерный состав
По данным Всероссийской переписи населения 2010 года в гендерной структуре населения мужчины составляли 47,6 %, женщины — соответственно 52,4 %.

### Национальный состав
Согласно результатам Всероссийской переписи населения 2002 года, в национальной структуре населения русские составляли 97 %.

### Историческая справка
Согласно Духовным росписям церквей 1781 – 1782 гг. население составляло 100 человек: 39 мужчин, женщин - 61.